# グロス・イスレット地区
グロス・イスレット地区（英語: Gros Islet District）は、セントルシアの地区のひとつ。首府はグロス・イスレット。

## 隣接行政区画
- デナリー地区
- カストリーズ地区